# マンチェスター・バイ・ザ・シー (映画)
『マンチェスター・バイ・ザ・シー』（Manchester by the Sea）は、2016年にアメリカ合衆国で製作されたドラマ映画である。監督はケネス・ロナーガン、主演はケイシー・アフレックが務める。

## あらすじ
リー・チャンドラーは、クインシー (マサチューセッツ州)の地下アパートに住み、ボストンの住宅街でハウスキーパー(Janitor)の仕事をしていた。
ある冬の日、兄のジョーが危篤だと病院から告げられ、故郷のマンチェスター・バイ・ザ・シーに向かうが、病院に辿り着く前に、兄は亡くなってしまう。
リーは16歳になる甥のパトリックに、父親の死を伝える。葬儀業者によると、地面が凍っているため、兄の遺体は春まで埋葬できないことが分かり、埋葬されるまでマンチェスターの兄の家で暮らすことになる。そして兄の遺言で、自分がパトリックの法定後見人に指名されていたことを知らされる。
兄を失った悲しみや、自分に甥が養育できるだろうかという不安に向き合うリーだったが、彼はそれ以上に暗い過去と問題を抱えていた。
リーはかつて、妻ランディと3人の子供たちと共にマンチェスターに住んでいた。ある夜、友人達とホームパーティーを開くが、酔っ払ったリーは暖炉にスクリーンを置くのを忘れてしまう。家は火事で全焼し、逃げ遅れた子供たちは火事で亡くなってしまう。警察は悲劇的な事故と判断し、リーは刑事告訴されなかった。しかし罪悪感に苛まれたリーは、警察署で警官の銃を奪い自殺を図るが、取り押さえられ未遂に終わる。その後は、ランディと離婚し、マンチェスターを去った。
パトリックの後見人になるには、マンチェスターに留まらなければならないため、リーはとても躊躇していた。悲しい過去を想起させるものに囲まれているからだ。またマンチェスターの住民の中には、火災は事故ではないと考える者もいた。

## キャスト
※括弧内は日本語吹替
- リー・チャンドラー - ケイシー・アフレック（高橋広樹）
- ランディ - ミシェル・ウィリアムズ（園崎未恵）
- ジョー・チャンドラー - カイル・チャンドラー（内田直哉）
- パトリック・チャンドラー - ルーカス・ヘッジズ（河西健吾）
- 幼い頃のパトリック・チャンドラー - ベン・オブライエン
- エリーズ・チャンドラー - グレッチェン・モル（日野由利加）： ジョーの元妻。
- ジョージ - C・J・ウィルソン（英語版）： チャンドラー家の友人。
- ホッケーのコーチ - テイト・ドノヴァン： パトリックが所属するホッケー・チームのコーチ。
- シルヴィー・マクグラン - カーラ・ヘイワード： パトリックのガールフレンドの一人。
- サンディ - アンナ・バリシニコフ（英語版）： パトリックのガールフレンドの一人。
- ジル - ヘザー・バーンズ： サンディの母親。
- スー - エリカ・マクダーモット（英語版）： ボートショップの経営者。
- ジェフリー - マシュー・ブロデリック（村治学）： エリーズの婚約者。
- ジョエル - オスカー・ウォールバーグ： パトリックの友人。
- Mr.エメリー - スティーヴン・ヘンダーソン： リーの上司。
- ウェス - ジョシュ・ハミルトン： ジョーの遺言を執行する弁護士。
- 通行人 - ケネス・ロナーガン

## 製作
2014年9月6日、ケネス・ロナーガンとマット・デイモンが共同で本作の製作に乗り出し、オッド・ロット・エンターテインメントのオーナーであるジジ・プリッツカーが資金調達を行うと報じられた。なお、ロナーガンとデイモンがタッグを組むのは2011年の『マーガレット』以来2度目のことである。
9月8日にはプロジェクトが本格的に始動した。12月12日、『ボストン・グローブ』が行ったインタビューにおいて、ケイシー・アフレックは「マット・デイモンは『マンチェスター・バイ・ザ・シー』に出演しない。僕が主演を務める予定なんだ。」と述べた。2015年1月5日には、アフレックの出演が正式に決まった。9日、ミシェル・ウィリアムズが出演することになったと報じられた。2月24日、カイル・チャンドラーが本作に出演することが決まった。
3月、キンバリー・スチュワード、ケヴィン・J・ウォルシュ、クリス・ムーア、マット・デイモンの4名が本作に出資するという報道があった。また、プリッツカーが本作の製作から離脱した。

### 撮影
本作の主要撮影は2015年3月23日にマサチューセッツ州のマンチェスター・バイ・ザ・シーで始まった。撮影はセイラム、ノース・ショア、ビバリー、グロスターでも行われた。

## 公開
2016年1月23日、第32回サンダンス映画祭で本作は初めて上映された。アマゾン・スタジオズはその会場で本作の配給権を1000万ドルで購入した。2016年11月18日から劇場公開され、$7700万ドルの収入を上げた。その後、2017年2月7日からAmazonビデオで公開され、2017年5月5日からはAmazon Primeで公開された。

## 評価
本作は批評家から驚異的な絶賛を受けている。レビュー収集サイトのMetacriticでは加重平均スコアで100点満点中96点を獲得しており、Must-See（必見）とされている。また、レビュー収集対象となった批評家52人のうち34人が満点を与えるなど、本作は非常に高い評価を得ている。
上述のMetacriticによる「The Best Movies of the Decade（2010年代に公開された10年間のベスト映画）」で第4位。
同じく映画レビューサイトで知られるRotten Tomatoesでは353件のレビューに基づき96%の支持率を得ている。
アメリカ合衆国の『タイム』誌による「Top 10 Everything of 2016」では、本作が第6位に選出されている。

### 受賞
| 年   | 映画賞                                    | 賞                       | 対象                   | 結果       | 出典          |
| ---- | ----------------------------------------- | ------------------------ | ---------------------- | ---------- | ------------- |
| 2016 | 第26回ゴッサム・インディペンデント映画賞  | 男優賞                   | ケイシー・アフレック   | 受賞       | [ 17 ]        |
| 2016 | 2016 ナショナル・ボード・オブ・レビュー賞 | 作品賞                   |                        | 受賞       | [ 18 ]        |
| 2016 | 2016 ナショナル・ボード・オブ・レビュー賞 | 主演男優賞               | ケイシー・アフレック   | 受賞       | [ 18 ]        |
| 2016 | 2016 ナショナル・ボード・オブ・レビュー賞 | 脚本賞                   | ケネス・ロナーガン     | 受賞       | [ 18 ]        |
| 2016 | 2016 ナショナル・ボード・オブ・レビュー賞 | ブレイクスルー演技賞     | ルーカス・ヘッジズ     | 受賞       | [ 18 ]        |
| 2016 | 第82回ニューヨーク映画批評家協会賞        | 主演男優賞               | ケイシー・アフレック   | 受賞       | [ 19 ]        |
| 2016 | 第82回ニューヨーク映画批評家協会賞        | 助演女優賞               | ミシェル・ウィリアムズ | 受賞       | [ 19 ]        |
| 2016 | 第82回ニューヨーク映画批評家協会賞        | 脚本賞                   | ケネス・ロナーガン     | 受賞       | [ 19 ]        |
| 2016 | 第42回ロサンゼルス映画批評家協会賞        | 主演男優賞               | ケイシー・アフレック   | 次点       | [ 20 ]        |
| 2016 | 第42回ロサンゼルス映画批評家協会賞        | 助演女優賞               | ミシェル・ウィリアムズ | 次点       | [ 20 ]        |
| 2016 | 第42回ロサンゼルス映画批評家協会賞        | 脚本賞                   | ケネス・ロナーガン     | 次点       | [ 20 ]        |
| 2016 | 第37回ボストン映画批評家協会賞            | 主演男優賞               | ケイシー・アフレック   | 受賞       | [ 21 ]        |
| 2016 | 第37回ボストン映画批評家協会賞            | 脚本賞                   | ケネス・ロナーガン     | 受賞       | [ 21 ]        |
| 2016 | 第22回クリティクス・チョイス・アワード    | 主演男優賞               | ケイシー・アフレック   | 受賞       | [ 22 ]        |
| 2016 | 第22回クリティクス・チョイス・アワード    | 若手俳優賞               | ルーカス・ヘッジズ     | 受賞       | [ 22 ]        |
| 2016 | 第22回クリティクス・チョイス・アワード    | 脚本賞                   | ケネス・ロナーガン     | 受賞       | [ 22 ]        |
| 2016 | 第16回ニューヨーク映画批評家オンライン賞  | 主演男優賞               | ケイシー・アフレック   | 受賞       | [ 23 ]        |
| 2016 | 第16回ニューヨーク映画批評家オンライン賞  | 今年の映画ベスト12       |                        | 選出       | [ 23 ]        |
| 2016 | 2016 AFIアワード                          | 映画部門                 |                        | トップ10   | [ 24 ]        |
| 2017 | 第74回ゴールデングローブ賞                | 主演男優賞（ドラマ部門） | ケイシー・アフレック   | 受賞       | [ 25 ] [ 26 ] |
| 2017 | 第74回ゴールデングローブ賞                | 作品賞（ドラマ部門）     |                        | ノミネート | [ 25 ] [ 26 ] |
| 2017 | 第74回ゴールデングローブ賞                | 監督賞                   | ケネス・ロナーガン     | ノミネート | [ 25 ] [ 26 ] |
| 2017 | 第74回ゴールデングローブ賞                | 助演女優賞               | ミシェル・ウィリアムズ | ノミネート | [ 25 ] [ 26 ] |
| 2017 | 第74回ゴールデングローブ賞                | 脚本賞                   | ケネス・ロナーガン     | ノミネート | [ 25 ] [ 26 ] |
| 2017 | 第51回全米映画批評家協会賞                | 主演男優賞               | ケイシー・アフレック   | 受賞       | [ 27 ]        |
| 2017 | 第51回全米映画批評家協会賞                | 助演女優賞               | ミシェル・ウィリアムズ | 受賞       | [ 27 ]        |
| 2017 | 第51回全米映画批評家協会賞                | 脚本賞                   | ケネス・ロナーガン     | 受賞       | [ 27 ]        |
| 2017 | 第23回全米映画俳優組合賞                  | 主演男優賞               | ケイシー・アフレック   | ノミネート | [ 28 ]        |
| 2017 | 第23回全米映画俳優組合賞                  | 助演男優賞               | ルーカス・ヘッジズ     | ノミネート | [ 28 ]        |
| 2017 | 第23回全米映画俳優組合賞                  | 助演女優賞               | ミシェル・ウィリアムズ | ノミネート | [ 28 ]        |
| 2017 | 第23回全米映画俳優組合賞                  | キャスト賞               |                        | ノミネート | [ 28 ]        |
| 2017 | 第32回インディペンデント・スピリット賞    | 作品賞                   |                        | ノミネート | [ 29 ]        |
| 2017 | 第32回インディペンデント・スピリット賞    | 脚本賞                   | ケネス・ロナーガン     | ノミネート | [ 29 ]        |
| 2017 | 第32回インディペンデント・スピリット賞    | 主演男優賞               | ケイシー・アフレック   | 受賞       | [ 29 ]        |
| 2017 | 第32回インディペンデント・スピリット賞    | 助演男優賞               | ルーカス・ヘッジズ     | ノミネート | [ 29 ]        |
| 2017 | 第32回インディペンデント・スピリット賞    | 編集賞                   | ジェニファー・レイム   | ノミネート | [ 29 ]        |
| 2017 | 第21回美術監督組合（ADC賞）               | 現代映画部門             |                        | ノミネート | [ 30 ]        |
| 2017 | 2017年度全米脚本家組合賞                  | オリジナル脚本賞         |                        | ノミネート | [ 31 ]        |
| 2017 | 第70回英国アカデミー賞                    | 作品賞                   |                        | ノミネート | [ 32 ]        |
| 2017 | 第70回英国アカデミー賞                    | 監督賞                   | ケネス・ロナーガン     | ノミネート | [ 32 ]        |
| 2017 | 第70回英国アカデミー賞                    | 主演男優賞               | ケイシー・アフレック   | 受賞       | [ 32 ]        |
| 2017 | 第70回英国アカデミー賞                    | 助演女優賞               | ミシェル・ウィリアムズ | ノミネート | [ 32 ]        |
| 2017 | 第70回英国アカデミー賞                    | オリジナル脚本賞         | ケネス・ロナーガン     | 受賞       | [ 32 ]        |
| 2017 | 第70回英国アカデミー賞                    | EEライジングスター賞     | ルーカス・ヘッジズ     | ノミネート | [ 33 ]        |
| 2017 | 第28回全米製作者組合賞                    | 映画部門                 |                        | ノミネート | [ 34 ]        |
| 2017 | 第89回アカデミー賞                        | 作品賞                   |                        | ノミネート |               |
| 2017 | 第89回アカデミー賞                        | 監督賞                   | ケネス・ロナーガン     | ノミネート |               |
| 2017 | 第89回アカデミー賞                        | 主演男優賞               | ケイシー・アフレック   | 受賞       |               |
| 2017 | 第89回アカデミー賞                        | 助演男優賞               | ルーカス・ヘッジズ     | ノミネート |               |
| 2017 | 第89回アカデミー賞                        | 助演女優賞               | ミシェル・ウィリアムズ | ノミネート |               |
| 2017 | 第89回アカデミー賞                        | 脚本賞                   | ケネス・ロナーガン     | 受賞       |               |